# قرار الجمعية العامة للأمم المتحدة 3379
قرار الجمعية العامة للأمم المتحدة 3379، الذي اعتمد في 10 نوفمبر 1975 بتصويت 72 دولة بنعم مقابل 35 بلا (وامتناع 32 عضوًا عن التصويت)، يحدد القرار «أن الصهيونية هي شكل من أشكال العنصرية والتمييز العنصري». وطالب القرار جميع دول العالم بمقاومة الأيدولجية الصهيونية التي حسب القرار تشكل خطرًا على الأمن والسلم العالميين. وكثيرًا ما يستشهد بهذا القرار في المناقشات المتعلقة بالصهيونية والعنصرية. ألغي هذا القرار بموجب القرار 46/86 يوم 16 ديسمبر 1991.

## أن الصهیونیة شكل من أشكال العنصریة والتمییز العنصری
القرار 3379 صدر عن الأمم المتحدة قرار الجمعیة العامة حول العنصریة الصهیونیة / نوفمبر 1975
. بالاستناد إلى قرارات سابقة أصدرتها المنظمة عام 1963 داعیة إلى القضاء على كل أشكال التمییز العنصری، وقرارها عام 1973 الذی أدانت فیه فی جملة أمور التحالف الآثم بین العنصریة والصهیونیة، وإعلان المكسیك بشأن مساواة المرأة ومساهمتها فی الإنماء والسلم عام 1975 والذی أعلن المبدأ القائل بان (التعاون والسلم الدولیین یتطلبان تحقیق التحرر والاستقلال القومیین، وإزالة الاستعمار والاستعمار الجدید، والاحتلال الأجنبی، والصهیونیة، والفصل العنصری والتمییز العنصری بجمیع أشكاله، وكذلك اعتراف بكرامة الشعوب وحقها فی تقریر مصیرها).
ومعتمدة على ما صدر من دورة رؤساء دول وحكومات الوحدة الأفریقیة فی أغسطس 1975 والذی رأى أن:
(النظام العنصری الحاكم فی فلسطین المحتلة والنظامین العنصریین الحاكمین فی زیمبابوی وجنوب أفریقیا ترجع إلى اصل استعماری مشترك، وتشكل كیانا كلیا، ولها هیكل عنصری واحد وترتبط ارتباطا عضویا فی سیاستها الرامیة إلى إهدار كرامة الإنسان وحرمته).
وكذلك الإعلان السیاسی واستراتیجیة تدعیم السلم والأمن الدولیین وتدعیم التضامن والمساعدة المتبادلة فیما بین دول عدم الانحیاز اللذین تم اعتمادهما فی مؤتمر وزراء خارجیة دول عدم الانحیاز فی أغسطس 1975 واللذین أدانا الصهیونیة بوصفها تهدیدا للسلم والأمن العالمیین وطلبا مقاومة هذه الأیدیولوجیة العنصریة (الإمبریالیة)...

## الرد الإسرائيلي
في خطابه للجمعية العامة للأمم المتحدة في نفس اليوم، 10 نوفمبر 1975، قال السفير الإسرائيلي لدى الأمم المتحدة حاييم هرتصوغ:
«أستطيع أن أشير بفخر إلى الوزراء العرب الذين خدموا في حكومتي؛ إلى نائب الرئيس العربي في مجلسي التشريعي؛ إلى الضباط والرجال العرب الذين يخدمون بإرادتهم في قوات الشرطة وحرس الحدود، ويقودون جنودًا يهودًا؛ إلى مئات الآلاف من العرب من كل أنحاء الشرق الأوسط الذين يتزاحمون في مدن إسرائيل كل عام؛ إلى الآلاف من العرب من كل أنحاء الشرق الأوسط الذين يأتون لإسرائيل للعلاج الطبي؛ إلى التعايش السلمي الذي تطور؛ إلى حقيقة أن العربية لغة رسمية في إسرائيل بالتوازي مع العبرية؛ إلى أن من الطبيعي أنه من الممكن للعربي أن يتقلد منصبًا عامًا في إسرائيل، ومن غير اللائق أن نعتقد أنه يمكن ليهودي أن يشغل أي منصب رسمي في بلد عربي، وفعلًا يعترف بذلك لهم. هل هذه عنصرية؟ لا، إنها ليست كذلك، إنها..صهيونية.»

## سجل التصويت

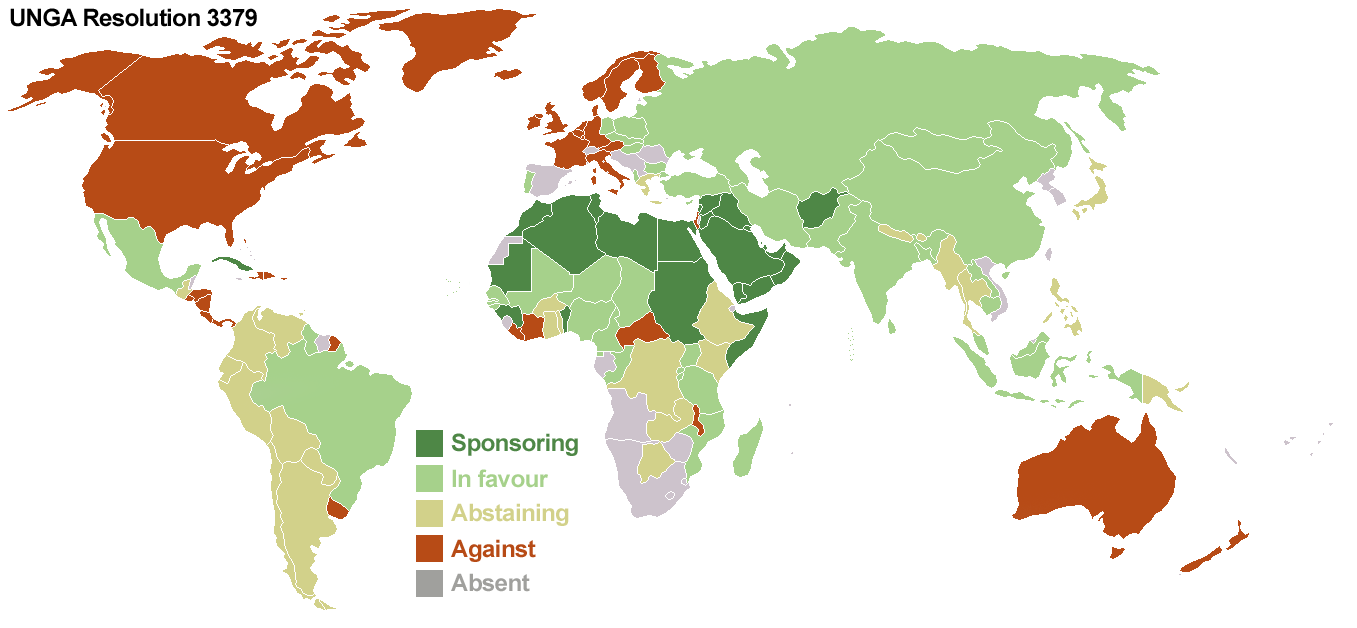
خريطة تصويت البلدان حول قرار الجمعية العامة للأمم المتحدة رقم 3379

مقدمو القرار: (25) أفغانستان، الجزائر، البحرين، كوبا، داهومي (الآن بنين)، مصر، غينيا، العراق، الأردن، الكويت، لبنان، ليبيا، موريتانيا، المغرب، اليمن الشمالي، عمان، قطر، السعودية، الصومال، جنوب اليمن، السودان، سوريا، تونس، الإمارات العربية المتحدة.
المصوتون بنعم: (72) الدول ال25 بالأعلى، بالإضافة إلى 47 دولة: ألبانيا، بنغلاديش، البرازيل، بلغاريا، بوروندي، جمهورية بيلاروس السوفيتية الاشتراكية، كمبوتشيا الديمقراطية، الكاميرون، الرأس الأخضر، تشاد، جمهورية الصين الشعبية، جمهورية الكونغو الشعبية، قبرص، وتشيكوسلوفاكيا، وغينيا الاستوائية، وغامبيا، وألمانيا الشرقية، غرينادا، غينيا بيساو، غيانا، المجر، الهند، إندونيسيا، إيران، لاوس، مدغشقر، ماليزيا، جزر المالديف، مالي، مالطا، المكسيك، منغوليا، موزمبيق، النيجر، نيجيريا، باكستان، بولندا، البرتغال، رواندا، ساو تومي وبرينسيب، السنغال، سريلانكا، تنزانيا، تركيا، أوغندا، الجمهورية الأوكرانية السوفيتية الاشتراكية، الاتحاد السوفيتي.
المصوتون بلا: (35) أستراليا، النمسا، جزر البهاما، باربادوس، بلجيكا، كندا، جمهورية أفريقيا الوسطى، كوستاريكا، الدنمارك، جمهورية الدومينيكان، إلسالفادور، فيجي، فنلندا، فرنسا، ألمانيا الغربية، هايتي، هندوراس، أيسلندا، أيرلندا، إسرائيل، إيطاليا، ساحل العاج، ليبيريا، لوكسمبورغ، مالاوي، هولندا، نيوزيلندا، نيكاراغوا، النرويج، بنما، سوازيلاند، السويد، المملكة المتحدة، الولايات المتحدة، أوروغواي.
الممتنعون عن التصويت: (32) الأرجنتين، بوتان، بوليفيا، بوتسوانا، بورما (الآن ميانمار)، تشيلي، كولومبيا، الإكوادور، إثيوبيا، الغابون، غانا، اليونان، غواتيمالا، جامايكا، اليابان، كينيا، ليسوتو، موريشيوس، نيبال ، بابوا غينيا الجديدة، باراغواي، بيرو، الفلبين، سيراليون، سنغافورة، تايلاند، توغو، ترينيداد وتوباغو ، فولتا العليا (الآن بوركينا فاسو)، فنزويلا، زائير (الآن جمهورية الكونغو الديمقراطية)، زامبيا.

## إلغاء
جعلت إسرائيل من إلغاء القرار 3379 شرطًا لمشاركتها في مؤتمر مدريد 1991، ألغي بموجب القرار 46/86 الصادر بتاريخ 16 ديسمبر 1991.